# McLaren MP4/4
McLaren MP4/4 je McLarnov dirkalnik Formule 1, ki je bil v uporabi v sezoni 1988, ko sta z njim dirkala Alain Prost in Ayrton Senna. To je bil eden najuspešnejših dirkalnikov v zgodovini Formule 1, saj je zmagal na petnajstih od šestnajstih dirk. Sedem zmag je dosegel Prost, osem zmag in dirkaški naslov prvaka pa Senna, ki pa je v sezoni zbral manj točk od Prost, toda najslabših pet rezultatov se je po takratnem sistemu točkovanja brisalo. Ob tem sta dirkača dosegla še petnajst najboljših štartnih položajev, deset najhitrejših krogov in deset stopničk. McLaren je osvojil konstruktorski naslov z ogromno prednostjo, saj je imelo drugo uvrščeno moštvo manj kot tretjino McLarnovih točk.